# Campèstre e lo Luc
Campèstre e lo Luc (en francès Campestre-et-Luc) és un municipi francès situat al departament del Gard i a la regió d'Occitània.